# Anelassorhynchus sabinus
Anelassorhynchus sabinus is een lepelworm uit de familie Thalassematidae.
De wetenschappelijke naam van de soort werd in 1905 gepubliceerd door W.F. Lanchester.